# デニス (お笑いコンビ)
デニスは、吉本興業（東京本社）所属のお笑いコンビ。2010年結成。NSC東京校15期生。

## メンバー
植野 行雄（うえの ゆきお、1981年7月17日 - ）（44歳）
立ち位置は左。ボケ・ツッコミはネタによって変わるが、主にツッコミを担当（後述）。
カナダモントリオール、大阪府吹田市出身。大阪府立茨木西高等学校卒業。高校2年生で2回留年し、卒業時には20歳だった。
身長178 cm、体重93 kg、血液型O型、喫煙者。
特技は相撲、南米玉すだれ（南京玉すだれにブラジルの要素を加えたもの）。
日本人の母とブラジル人の父を持つハーフ。父の母語のポルトガル語を話すことはできない。
鼻の下に髭を生やしているのが特徴。
同じ吉本芸人のマテンロウのアントニー、JOY、関口メンディーと共にハーフ会を結成している。
愛称は行雄ちゃん。コンビ名をファーストネームのようにつけた「デニス植野」としての出演も多い。
2025年7月、女優の比嘉梨乃と結婚。

松下 宣夫（まつした のぶお、1984年5月28日 - ）（41歳）
立ち位置は右。ネタによって変わるが、主にボケ担当。
徳島県板野郡松茂町出身。徳島県立徳島北高等学校、玉川大学卒業。
身長176 cm、体重58 kg、血液型A型、喫煙者。
特技は全国の昔話を語る、人間ポンプ。
愛称はのぶくん。
猫好きであり、実家では24匹飼っていたという。
2022年5月8日、結婚。同年10月1日、第1子女児が誕生。

## 芸風
- 主に漫才。ボケ・ツッコミは全体の流れとしては固定されておらず、話の流れで入れ替わる[6]。ハーフである植野の外国人然とした容姿風貌を利用したネタが多い。
- 植野を「ロナウド」というブラジル人に見立てたコントもある。
- 2016年くらいからは、サンバの衣装で歌うリズムネタ「台無しサンバ」にも取り組んでいる。
- 2020年開設のYouTubeチャンネルなど怪談芸人として人気を得るようになった一方で[7]、2023年9月にはムゲンダイユースカップで優勝し、ムゲンダイレギュラーとなっている[8]。

## エピソード
- 植野は芸人になる以前にバーでアルバイトをしていた。当時の常連客にYOUがおり、そのころから現在に至るまで仲が良い[9][10]。そのバーには他に、Dragon AshやRIP SLYMEのメンバーもよく来ていた。
- 植野のかつてのアルバイト先の後輩に向井理がいた。スカウトを受け芸能界入りを考えていた向井に対し、当時まだ芸人ではなかった植野は「芸能界のことは分からないが、甘くない世界だからやめておけ」とアドバイスした。しかし、そのアドバイスからわずか2ヶ月後向井はテレビ出演を果たしている[11]。
- 2012年のTHE MANZAIでは、上位50組が認定漫才師に選出されるなか、51位で落選し、ワラテンのテスト要員として番組の最後に出演してネタを披露した[12]。
- 「笑っていいとも!」登場の際には、松下はタモリから必ず「カンボジアのハーフ」「デニスのカンボジアの方」といじられ、街中でも「カンボジアの人」と声をかけられたり、twitterでカンボジア関係のアカウントからフォローされたりしている[13]。
- 2014年より1年間、岡山県、鷲羽山ハイランドのPRを担当する「アミーゴ大使」にコンビで任命される。植野がブラジル人と日本人のハーフであることから打診を受けた[14]。
- 松下は愛想のいい性格であり、ニューヨークの調査によるとヨシモト∞ホールのスタッフ好感度ランキング第1位[15]。
- 植野は格闘家の矢地祐介との親交が深く、YouTubeチャンネルの「ヤッチくんチャンネル」に2020年から同チャンネルのメンバーとして、検証動画内で技の受け手などを行っている。またチャンネル内でジークンドーの石井東吾との交流を得て石井のYouTubeチャンネル「ワンインチチャンネル」でも同様に受け手を行っている。
- 植野は職務質問される機会が多く、身分証明書である運転免許証の名前が本名の「植野行雄」の為、偽造を疑われ毎回長時間拘束されると語っている。

## 出演

### テレビ番組

#### レギュラー
- 笑っていいとも!増刊号（フジテレビ、2012年11月11日 - 2014年3月30日） - 増刊号特派員
- バチバチエレキテる（フジテレビ、2013年4月16日 - 9月17日） - 暫定メンバー
- 日本語探Qバラエティ クイズ!それマジ!?ニッポン（フジテレビ、2014年2月2日 - 2015年8月16日） - 日本語方言探Q部員[注 1]
- おはスタ（テレビ東京、2014年4月 - 2015年4月、2020年9月16日[注 2]） - リポーター

植野
- カウントダウン E.T（MUSIC ON! TV、2013年7月20日 - ）
- チコちゃんに叱られる!（NHK、2023年7月28日） - 「なぜアイスクリームはコーンにのっているの？」の「NHKたぶんこうだったんじゃないか劇場」アーネスト・A・ハムウィ 役

#### テレビドラマ
- イチケイのカラス 第7話（フジテレビ、2021年5月17日） - 傍聴マニア 役

植野
- 海の上の診療所（フジテレビ、2013年10月14日 - 12月23日） - 山中カルロス洋平 役
- 博多ステイハングリー（テレビ西日本、2014年4月2日 - 10月2日） - 村井万次郎 役
- リアル脱出ゲームTV（TBS、2014年4月24日 - 6月26日） - ペドロ・シルバ　役
- マネーの天使〜あなたのお金、取り戻します!〜（読売テレビ・日本テレビ、2016年3月17日） - ガルシア 役
- 侠飯〜おとこめし〜（テレビ東京、2016年8月6日） - カルロス 役
- 孤独のグルメ（テレビ東京、2018年6月22日） - インド料理店「カマル」店長・坂田[16] 役
- マジで航海してます。〜Second Season〜（MBS・TBS、2018年7月30日 - 9月3日） - フリオ・メンドーサ 役
- ただいま 大須商店街（2019年1月2日、東海テレビ[注 3]） -   オスマン 役[17]
- お花のセンセイ（テレビ朝日、2020年8月30日） - シウバ 役

### 配信ドラマ
- GAME OF SPY（Amazon Prime Video、2022年6月24日）- 夏目篤彦 役[18]

### 映画
植野
- 日本で一番悪い奴ら（2016年） - ラシード 役[19]
- ＃ハンド全力（2020年） - コンビニ店員 役[20]

### 吹き替え
- イントゥ・ザ・ストーム（2014年） - リービス 役（植野）、ドンク 役（松下）
- ディス・イズ・ジ・エンド 俺たちハリウッドスターの最凶最期の日（2014年） - ジェームズ・フランコ 役（植野）

### ラジオ番組
植野
- 角由紀子の明日滅亡するラジオ（AuDee、2020年10月12日 - 2025年7月28日）

### CM
- 神戸レタス レディースファッション通販サイト。(2015年)
- 湖池屋「ドンタコス」（2016年）[21]
- 鷲羽山ハイランド　2人でアミーゴ大使（2014年）
- 植野のみ
  - 花王 「フレアフレグランス」『ヒーリングオアシスの香り近日発売』篇（2014年）

### MV
- レキシ「KATOKU」（2017年)、植野のみ

## 単独ライブ
- 2016年
  - 1月14日 - 『BLANKA』（ヨシモト∞ホール/東京）
  - 6月10日 - 『CINDY』（ヨシモト∞ホール/東京）
  - 8月14日 - 『CINDY in 沖縄』（よしもと沖縄花月/沖縄）

## 賞レース成績

### デニス

#### M-1グランプリ
| 年度   | 結果         | 会場                          | エントリーNo. | 日付           | 備考                     |
| ------ | ------------ | ----------------------------- | ------------- | -------------- | ------------------------ |
| 2010年 | 準々決勝進出 | [東京] メルパルクホール       | 700           | 2010年12月3日  | 予選65位、敗者復活戦進出 |
| 2015年 | 2回戦進出    | [東京] 雷5656会館ときわホール | 1520          | 2015年10月15日 |                          |
| 2016年 | 3回戦進出    | [東京] ルミネtheよしもと      | 2322          | 2016年10月27日 |                          |
| 2017年 | 3回戦進出    | [東京] ルミネtheよしもと      | 3641          | 2017年10月23日 |                          |
| 2018年 | 準々決勝進出 | [東京] NEW PIER HALL          | 2943          | 2018年11月6日  |                          |
| 2019年 | 3回戦進出    | [東京] ルミネtheよしもと      | 2425          | 2019年11月8日  |                          |
| 2020年 | 準々決勝進出 | [東京] NEW PIER HALL          | 685           | 2020年11月17日 |                          |
| 2021年 | 準々決勝進出 | [東京] ルミネtheよしもと      | 1236          | 2021年11月17日 |                          |
| 2022年 | 2回戦進出    | [東京] 雷5656会館ときわホール | 1783          | 2022年10月12日 |                          |
| 2023年 | 3回戦進出    | [東京] KANDA SQUARE HALL      | 1777          | 2023年11月8日  |                          |
| 2024年 | 準々決勝進出 | [東京] ルミネtheよしもと      | 2516          | 2024年11月22日 |                          |

#### キングオブコント
| 年度   | 結果         | 会場 | 日付 |
| ------ | ------------ | ---- | ---- |
| 2011年 | 2回戦進出    |      |      |
| 2017年 | 準々決勝進出 |      |      |

#### その他受賞歴
- THE MANZAI 2回戦進出（予選51位）：1回（2012年）[12]
- 全日本ハーフ芸人グランプリ 優勝：1回（2017年）[24]

### 植野
- シンジラレナイハナシ「MVT（Most Variable 都市伝説）」獲得：1回（2024年）[25]